# Мрак филм 4
Мрак филм 4 (енгл. Scary Movie 4) је америчка филмска пародија из 2006. године и четврто остварење у истоименом серијалу. Филм је режирао Дејвид Закер, сценарио су написали Крејг Мазин, Џим Абрахамс и Пат Профт, док су продуценти били Роберт К. Вајс и Крејг Мазин.
Ово је последњи филм у серијалу у коме су глумиле Ана Фарис и Реџина Хол (које су тумачиле Синди и Бренду) и који се наставља на оригиналну причу. Првобитно је планирано да ово буде последњи филм у серијалу, али 2013. године је изашао Мрак филм 5, који није био директан наставак претходна четири филма и у коме су Сајмон Рекс, Чарли Шин и Моли Шенон играли другачије улоге.

## Радња
Шакил О'Нил и доктор Фил се буде и проналазе да су оковани за цеви у купатилу. Њихов домаћин, лутак Били, открива им да се просторија полако пуни нервним гасом, а једини излаз им је да погоде кош и тако узму тестере којима ће моћи да одсечу своје ноге. Нажалост, доктор Фил је одсекао погрешно стопало и онесвестио се, остављајући њих двојицу да умру.
У међувремену, Синди Кембел посећује свог зета, Тома Логана, у Њујорку. Њен муж Џорџ је умро, а њен нећак Коди уписао се на војну академију, остављајући је саму и усамљену. Томов покушај самоубиства доводи до тога да он прогута вијагру, од које му веома отекне пенис и проузрокује смрт када падне са ограде. Након тога, Синди преузима посао да брине о госпођи Норис, која живи у уклетој кући. Њен комшија је Том Рајан, који налеће на Џорџове пријатеље Махалика и Си-Џеја, сазнајући за њихову хомосексуалну везу за једну ноћ. Код куће га дочекују његова отуђена деца, Роби и Рејчел. Следећег дана, Синди се спријатељава са Томом, поверавајући му се о Џорџовој смрти у судбоносном боксерском мечу. Њих двоје схватају своју новопронађену љубав, али их прекида џиновски triPod који онемогућава струју и почиње да убија становнике града.
Синди разговара на јапанском са духом уклете куће, Тошиом, сазнајући да је одговор на инвазију срце његовог оца. Док Том напушта град са својом децом, Синди се поново састаје са својом пријатељицом, Брендом Микс, необјашњиво живом након њене смрти. Пратећи Тошиова упутства, њих две крећу на село и завршавају у мистериозној, изолованој заједници. Они су ухваћени и стављени на суђење којим председава Хенри Хејл. Он им допушта да живе, али под условом да никада више не напусте село. У међувремену, хитан састанак Уједињених нација, на челу са ексцентричним америчким председником Бакстером Харисом, који не жели да престане да чита књигу „Мој кућни љубимац патка”, пође по злу када оружје које је отето од ванземаљаца учини да сви присутни постану потпуно голи.
Том и његова деца се одвозе и нађу се усред рата између америчке војске и ванземаљаца. Узбуђен сукобом, Роби бежи, док Тома и Рејчел отима triPod. У међувремену у селу, Хенрија је убио сеоски лудак, Језекиљ, откривајући Синди да је он био отац Тошија, који је убијен током Синдиног боксерског меча. Синди и Бренду убрзо отима triPod и шаље их у купатило са почетка филма. Синди успева да се избори са Билијевим изазовом, али није у могућности да спасе Тома и његову децу, који су стављени у замке. Гледајући у ве-це шољу са „срцем” у близини, Синди схвата да је Били, преко Хенријеве жене, заправо Тошиов биолошки отац. Видевши колико далеко би Том отишао да спасе своју децу, Били се извињава због инвазије и пушта их. Роби и Рејчел су успешно враћени својој мајци, за коју се открива да се удала за далеко старијег мушкарца. Бренда се такође упушта у везу са Билијевим братом, Золтаром.
Епилог који се дешава месец дана касније, кога приповеда Џејмс Ерл Џоунс, кога је касније ударио аутобус, открива Брендино рађање Золтаровог детета, при чему Махалик и Си-Џеј настављају своју везу, а председник Харис је задовољан својом патком. У међувремену, Том се појављује у емисији Опре Винфри и дивље исповеда своју љубав према Синди скачући около, бацајући Синди преко собе, а затим ломећи Оприне зглобове и ударајући је столицом.

## Улоге
| Глумац          | Улога            |
| --------------- | ---------------- |
| Ана Фарис       | Синди Кембел     |
| Реџина Хол      | Бренда Микс      |
| Крејг Бирко     | Том Рајан        |
| Лесли Нилсен    | председник Харис |
| Ентони Андерсон | Махалик          |
| Кевин Харт      | Си-Џеј           |
| Бил Пулман      | Хенри Хејл       |
| Кармен Електра  | Холи             |
| Крис Елиот      | Језекиљ          |
| Мајкл Мадсен    | Оливер           |
| Моли Шенон      | Мерилин          |
| Чарли Шин       | Том Логан        |
| Сајмон Рекс     | Џорџ Логан       |

## Пародије
У филму су пародирани филмови:
- Слагалица страве
- Слагалица страве 2
- Рат светова
- Девојка од милион долара
- Клетва
- Село
- Планина Броукбек

## Пријем
Филм је добио помешане критике од критичара. Сајт Rotten Tomatoes му је дао рејтинг 35% и просечну оцену 4,62/10.